# Bersaglio mobile (film)
Bersaglio mobile è un film del 1967 diretto da Sergio Corbucci.

## Trama
Atene (Grecia). L'ispettore Starkis, della polizia greca, sta per prendere in consegna all'aeroporto il criminale americano Jason, specializzato in evasioni e fughe, quando alcuni uomini, guidati dal "barbetta", prima lo fanno fuggire con un diversivo e poi lo sequestrano. Portato dal loro capo, "il bulgaro" che comanda un'organizzazione collusa coi sovietici, Jason viene fotografato con una ragazza uccisa, che poi si scoprirà essere una guida turistica (Greta) pagata per fingersi morta, e poi ricattato per recuperare da un cadavere in un obitorio una capsula dentale celante un microfilm con informazioni atte a rovesciare il governo. Jason si rivolge all'amico Billy detto "pizza", un ex assistente dentista ora titolare del locale di spogliarelli Gold Star, per avere una copia della capsula visto che ora non è braccato solo dalla polizia e dagli uomini del "bulgaro", ma anche da un malavitoso locale chiamato "albanese", avvertito dal doppiogiochista "barbetta", e dal maggiore Clark dei servizi segreti britannici, diventando un vero e proprio "bersaglio mobile". Tra risse, fughe e sparatorie, dove muoiono anche innocenti come un ragazzo informatore divenuto amico di Jason, Greta che lo stava aiutando e la spogliarellista Rumba informatrice dell'"albanese", alla fine Jason consegna la capsula a mister Lloyd, capo dei servizi segreti britannici...